# Чапутова, Зузана
Зуза́на Ча́путова (словац. Zuzana Čaputová, урождённая Страпакова, Strapáková; род. 21 июня 1973, Братислава, ЧССР) — словацкий государственный и политический деятель. Президент Словацкой Республики и верховный главнокомандующий Вооружёнными силами Словакии с 15 июня 2019 по 15 июня 2024 года. Известна как борец за охрану окружающей среды и противница коррупции.

## Биография
Зузана Страпакова родилась в Братиславе в рабочей семье. Детство и юность она провела в городе Пезинок. В 1996 году Зузана окончила юридический факультет Университета Коменского в Братиславе.
После окончания университета Чапутова сначала служила помощницей в юридическом отделе местного управления города Пезинок, затем была заместителем главы администрации города. На протяжении многих лет служила в гражданском объединении Via Iuris в качестве юриста.
Известна как борец за охрану окружающей среды и противница коррупции. В 2016 году получила экологическую премию Goldman. Зузана Чапутова также входит во Всемирный альянс экологического права, в котором состоят юристы и юристы-экологи.
Она является одной из основателей и заместителем председателя непарламентской социал-либеральной партии «Прогрессивная Словакия». В 2019 году Чапутова пошла на президентские выборы от этой партии.

### Президент Словакии
В 2019 году избрана президентом Словакии, победив во втором туре президентских выборов с 58,4 % голосов, стала первой женщиной-президентом в независимой Словакии после распада Чехословакии. Комментируя этот результат, журналист Андрей Колесников отметил, что «в сухом остатке феномен Чапутовой — это ответ на желание перемен и справедливости, на новое лицо в политике, пришедшее не сверху, не снизу, а оттуда, где есть доказательства той самой защиты справедливости».
Явка во втором туре составила 41,9 % и стала самой низкой в Словакии на уровне президентских выборов. Количество голосов, с которым Зузана Чапутова одержала победу, также стало самым низким среди всех избранных словацких президентов.
15 июня 2019 года Зузана Чапутова вступила в должность Президента Словакии, инаугурация состоялась в Братиславе.

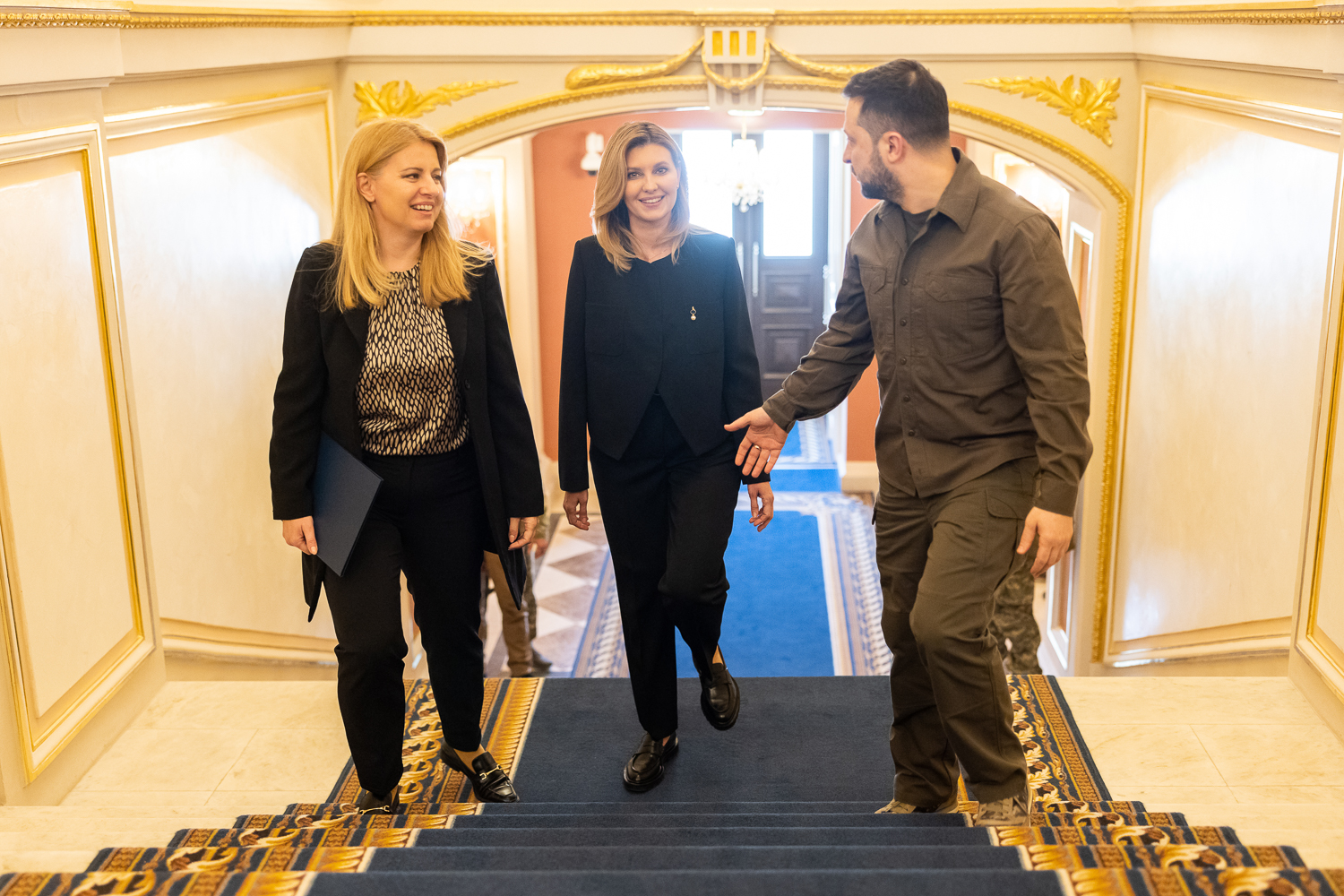
Встреча с президентом Украины Владимиром Зеленским в Киеве, 31 мая 2022 года.

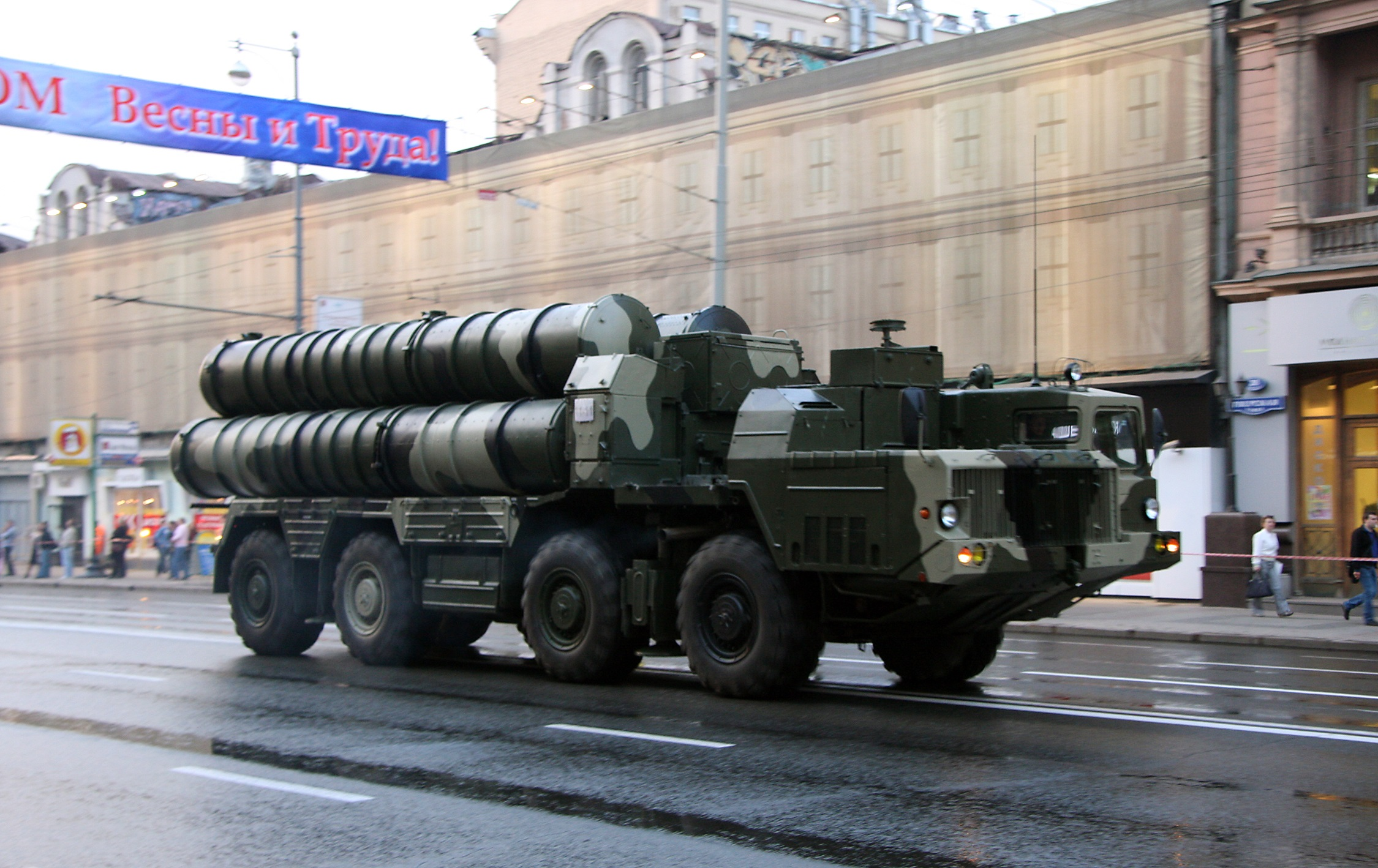
Пусковая установка 5П85СМ комплекса С-300.

Зузана Чапутова активно поддерживала Украину в войне с Россией. Словакия передала Украине вооружение, в том числе зенитно-ракетную систему С-300 и 8 артиллерийских установок Zuzana. После заполнения Украиной второй части анкеты на статус кандидата ЕС провела встречу с президентом Польши Анджеем Дудой. По её итогам было договорено о визите в ряд стран Западной Европы с целью содействия Украине и получения ею статуса кандидата уже летом 2022 года.

## Личная жизнь
Была замужем за архитектором Иваном Чапутой (Ivan Čaputa). С 2018 года разведена, имеет двух дочерей.
С 2020 года находится в сожительстве с Юраем Ризманом (Juraj Rizman; род. 1976), бывшим советником по вопросам окружающей среды и гражданского общества президента Словакии.

## Награды
- Орден Спасителя (2022 год, Греция)[29].
- Орден Белого орла (2024 год, Польша)[30].
- Серебряная медаль председателя Сената Чехии (16 ноября 2021 года, Чехия)[31].
- Кавалер Ордена князя Ярослава Мудрого 1 степени (9 мая 2024 года, Украина) — за весомый личный вклад в укрепление украинско-словацкого межгосударственного сотрудничества, поддержку независимости и территориальной целостности Украины[32][33].
- Кавалер Ордена Белого льва 1 степени (12 июня 2024 года, Чехия)[34][35].